# Karl von Wallmoden-Gimborn

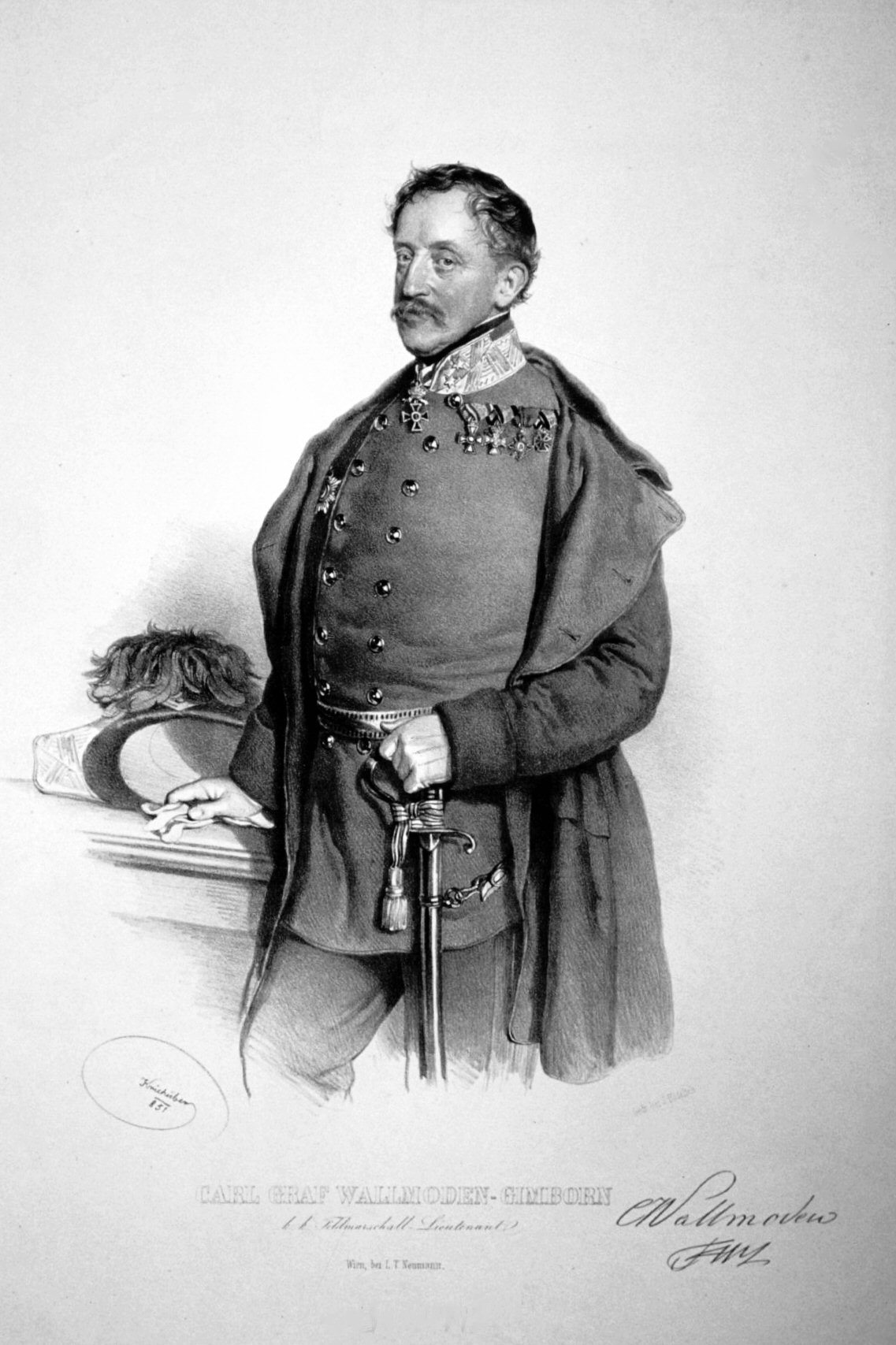
Porträt des Grafen Karl Wallmoden-Gimborn als Dreiviertelfigur nach halblinks in Uniform, die linke Hand seinen Degen fassend;
Lithographie von Joseph Kriehuber, Wien: Verlag L.T. Neumann, 1851

Karl von Wallmoden-Gimborn (auch: Graf Karl August Ludwig von Wallmoden-Gimborn, * 4. Januar 1792 in Hannover; † 27. Februar 1883 in Prag) war ein k. k. General der Kavallerie und letzter Vertreter der Grafen von Wallmoden-Gimborn.

## Herkunft
Seine Eltern waren der Feldmarschall Johann Ludwig von Wallmoden-Gimborn (* 22. April 1736; † 10. Oktober 1811) und dessen zweite Ehefrau Freiin Luise Christiane von Liechtenstein (1763–1809). Der General Graf Ludwig von Wallmoden-Gimborn (1769–1862) war sein Bruder.

## Leben
Am 25. Juni 1813 ging er zur habsburgischen kaiserlichen Armee, wo er als Unterlieutenant in das Ulanen-Regiment (Erzherzog Karl) kam. Dort wurde er am 16. Oktober zum Oberlieutenant befördert und in das Ulanen-Regiment (Schwarzenberg) versetzt. Am 24. April 1814 kam er als 2. Rittmeister in das Kürassier-Regiment (Constantin). Er kämpfte mit den Regimentern in den Befreiungskriegen.
Nach dem Krieg bekämpfte er 1821 unter dem Kommando seines Bruders die Unruhen im Königreich Neapel und Sizilien. Am 16. April 1824 wurde er zum 1. Rittmeister des Regiments ernannt. Am 27. Mai 1831 wurde Wallmoden zum Major befördert und in das Chevauleger-Regiment Nr. 6 (Rosenberg) versetzt. In diesem Regiment wurde er am 21. April 1833 zum Oberstleutnant und am 14. März 1835 zum Oberst befördert. Bei seiner Beförderung zum Generalmajor am 3. Dezember 1841 erhielt er die Brigade in Pilsen, wurde am 19. April 1848 zum Feldmarschall-Lieutenant und Divisionär in Prag ernannt
Nachdem in Ungarn die Revolution ausbrach, übernahm er im Mai 1849 unter FZM Julius von Haynau die beiden Kavallerie-Brigaden Simbschen und Lederer in Ungarn. Mit dieser Division machte er das Kavalleriegefecht bei Csatád, sowie am 8. und 9. August 1849 die Entscheidungsschlacht bei Temesvar mit. Für sein Verhalten wurde ihm am 21. August das Kommandeurkreuz des österreichischen Leopold-Ordens verliehen.
Wallmoden wurde dann Kommandant des 1., später des 10. Armeekorps in Ungarn. Er übernahm am 10. Juli 1850 von FZM Julius von Haynau zum Kommandeur ad interim der 3. Armee ernannt, das Kommando, und nach Übergabe desselben an General der Kavallerie Christian von Appel, am 31. Oktober desselben Jahres wurde er Landes-Militär-Kommandant in Wien.
Anschließend kam er als Kommandant in das 7. Armeekorps. Am 20. Dezember 1850 wurde Wallmoden zum Geheimrat ernannt. 1851 wurde er dann zum Oberst-Inhaber des aus den Banderial-Husaren neu errichteten 5. Ulanen-Regimentes ernannt. Seit dem 28. Februar 1857 Adlatus des Kommandanten der 2. Armee FZM Graf Gyulai, erfolgte am 18. April 1859 seine Beförderung zum General der Kavallerie. Am 1. August 1859 ging er in den Ruhestand und lebte fortan größtenteils in Prag, wo er am 27. Februar 1883 starb.

## Familie
Er heiratete am 15. Juli 1833 die Gräfin Caroline Zoë von Grünne (* 3. September 1810; † 16. August 1894), Tochter des Feldmarschallleutnants Graf Philipp von Grünne-Pinchard († 26. Januar 1854) und Schwester des ehemaligen ersten Generaladjutanten und Oberstallmeisters Grafen Karl Ludwig von Grünne († 15. Juni 1884). Da diese Ehe jedoch kinderlos blieb, erlosch mit seinem Ableben am 27. Februar 1883 das Geschlecht der Grafen von Wallmoden.
Sein Nachlass mit den Rittergütern Heinde und Walshausen bei Hildesheim fiel nicht an die Nachfahren seiner jüngeren Schwester Luise Henriette (1796–1851), verheiratete Gräfin von Rottenhan, sondern an die Nachkommen seiner älteren Halbschwester Friedrike Eleonore (1776–1826) und ihres Ehemannes Ludwig Friedrich Graf von Kielmansegg (1765–1850).